# Lijst van steden en dorpen in Limburg (Nederland)
Dit is een lijst van Nederlands-Limburgse steden, dorpen, gehuchten en buurtschappen met een verwijzing naar de gemeente waaronder ze vallen.

## A
- Aalbeek (gehucht in de gemeente Beekdaelen)
- Aaldonk (buurtschap in de gemeente Gennep)
- Aasterberg (gehucht in de gemeente Echt-Susteren)
- Abshoven (buurtschap in de gemeente Sittard-Geleen)
- Achter het Klooster (buurtschap in de gemeente Leudal)
- Afferden (dorp in de gemeente Bergen)
- Aijen (gehucht in de gemeente Bergen)
- Altweert (buurtschap in de gemeente Weert)
- Altweerterheide (dorp in de gemeente Weert)
- America (dorp in de gemeente Horst aan de Maas)
- Amstenrade (dorp in de gemeente Beekdaelen)
- Arcen (dorp in de gemeente Venlo)
- Arensgenhout (gehucht in de gemeente Beekdaelen)
- Asbroek (buurtschap in de gemeente Leudal)
- Asenray (dorp in de gemeente Roermond)
- Asselt (dorp in de gemeente Roermond)

## B
- Baakhoven (gehucht in de gemeente Echt-Susteren)
- Baaks-Sweijer (buurtschap in de gemeente Simpelveld)
- Baarlo (dorp in de gemeente Peel en Maas)
- Baexem (dorp in de gemeente Leudal)
- Bakheide (buurtschap in de gemeente Beesel)
- Baneheide (gehucht in de gemeente Simpelveld)
- Banen (buurtschap in de gemeente Nederweert)
- Banholt (dorp in de gemeente Eijsden-Margraten)
- Barrier (buurtschap in de gemeente Voerendaal)
- Beegden (dorp in de gemeente Maasgouw)
- Beek (dorp in de gemeente Beek)
- Beek (buurtschap in de gemeente Venray)
- Beekheuvel (buurtschap in de gemeente Bergen)
- Beekkant (buurtschap in de gemeente Leudal)
- Beertsenhoven (buurtschap in de gemeente Gulpen-Wittem)
- Beesel (dorp in de gemeente Beesel)
- Belfeld (dorp in de gemeente Venlo)
- Belgenhoek (buurtschap in de gemeente Peel en Maas)
- Op de Belt (buurtschap in de gemeente Bergen)
- Bemelen (dorp in de gemeente Eijsden-Margraten)
- Benzenrade (buurtschap in de gemeente Heerlen)
- Berg (buurtschap in de gemeente Eijsden-Margraten)
- Berg (buurtschap in de gemeente Peel en Maas)
- Berg (dorp in de gemeente Valkenburg aan de Geul)
- Aan de Berg (buurtschap in de gemeente Echt-Susteren)
- Berg aan de Maas (dorp in de gemeente Stein)
- Bergen (dorp in de gemeente Bergen)
- Aan de Bergen (buurtschap in de gemeente Leudal)
- Bergenhuizen (gehucht in de gemeente Eijsden-Margraten)
- Berghem (buurtschap in de gemeente Gulpen-Wittem)
- Bergsche Heide (buurtschap in de gemeente Bergen)
- Berghof (buurtschap in de gemeente Gulpen-Wittem)
- Berik (buurtschap in de gemeente Leudal)
- Beringe (dorp in de gemeente Peel en Maas)
- Berkelaar (gehucht in de gemeente Echt-Susteren)
- Beutenaken (gehucht in de gemeente Gulpen-Wittem)
- Op de Bies (buurtschap in de gemeente Beekdaelen)
- Billinghuizen (buurtschap in de gemeente Gulpen-Wittem)
- Bingelrade (dorp in de gemeente Beekdaelen)
- Bisselt (buurtschap in de gemeente Mook en Middelaar)
- Bissen (buurtschap in de gemeente Gulpen-Wittem)
- Bleijenbeek (buurtschap in de gemeente Bergen)
- Blenkert (buurtschap in de gemeente Leudal)
- Blerick (Stadsdeel in de gemeente Venlo)
- Blitterswijck (dorp in de gemeente Venray)
- Bocholtz (dorp in de gemeente Simpelveld)
- Bocholtzerheide (gehucht in de gemeente Simpelveld)
- Boddenbroek (buurtschap in de gemeente Venray)
- Boekend (dorp in de gemeente Venlo)
- Boeket (buurtschap in de gemeente Nederweert)
- Bolenberg (buurtschap in de gemeente Venlo)
- Bommerig (buurtschap in de gemeente Gulpen-Wittem)
- Bong (buurtschap in de gemeente Venlo)
- Bong (buurtschap in de gemeente Peel en Maas)
- Borg (buurtschap in de gemeente Roerdalen)
- Borgharen (dorp in de gemeente Maastricht)
- Born (dorp in de gemeente Sittard-Geleen)
- Op de Bos (buurtschap in de gemeente Leudal)
- Boshoven (dorp in de gemeente Weert)
- Boshuizen (buurtschap in de gemeente Venray)
- Bosschenhuizen (gehucht in de gemeente Simpelveld)
- Bosscherheide (buurtschap in de gemeente Bergen)
- Boukoul (dorp in de gemeente Roermond)
- Bouwberg (buurtschap in de gemeente Brunssum)
- Bovenste Caumer (buurtschap in de gemeente Heerlen)
- Braakpeel (buurtschap in de gemeente Nederweert)
- Brachterbeek (gehucht in de gemeente Maasgouw)
- Brand (buurtschap in de gemeente Beekdaelen)
- Brandemolen (buurtschap in de gemeente Venlo)
- Brandt (buurtschap in de gemeente Maasgouw)
- Breust (buurtschap in de gemeente Eijsden-Margraten)
- Broek (buurtschap in de gemeente Simpelveld)
- Broek (buurtschap in de gemeente Horst aan de Maas)
- Broek (buurtschap in de gemeente Peel en Maas)
- Broek (buurtschap in de gemeente Gulpen-Wittem)
- Broek (buurtschap in de gemeente Horst aan de Maas)
- Aan het Broek (buurtschap in de gemeente Leudal)
- Broekeind (buurtschap in de gemeente Horst aan de Maas)
- Broekhem (dorp in de gemeente Valkenburg aan de Geul)
- Broekhin (buurtschap in de gemeente Roermond)
- Broekhoven (buurtschap in de gemeente Meerssen)
- Broekhuizen (dorp in de gemeente Horst aan de Maas)
- Broekhuizen (buurtschap in de gemeente Landgraaf)
- Broekhuizenvorst (dorp in de gemeente Horst aan de Maas)
- Broeksittard (dorp in de gemeente Sittard-Geleen)
- Brommelen (gehucht in de gemeente Meerssen)
- Brommelen (buurtschap in de gemeente Beekdaelen)
- Bruisterbosch (gehucht in de gemeente Eijsden-Margraten)
- Brumholt (buurtschap in de gemeente Leudal)
- Brunssum (hoofdplaats in de gemeente Brunssum)
- Buchten (dorp in de gemeente Sittard-Geleen)
- Budschop (dorp in de gemeente Nederweert)
- Buggenum (dorp in de gemeente Leudal)
- Bulkemsbroek (buurtschap in de gemeente Simpelveld)
- Bunde (dorp in de gemeente Meerssen)
- Bussereind (buurtschap in de gemeente Beesel)

## C
- Caberg (buurtschap in de gemeente Maastricht)
- Cadier en Keer (dorp in de gemeente Eijsden-Margraten)
- Campagne(buurtschap in de gemeente Maastricht)
- Californië (buurtschap in de gemeente Horst aan de Maas)
- Caluna (buurtschap in de gemeente Leudal)
- Camerig (buurtschap in de gemeente Vaals)
- Cartils (buurtschap in de gemeente Gulpen-Wittem)
- Castenray (dorp in de gemeente Venray)
- Castert (buurtschap in de gemeente Leudal)
- Catsop (gehucht in de gemeente Stein)
- Colmont (gehucht in de gemeente Voerendaal)
- Cottessen (buurtschap in de gemeente Vaals)
- Crapoel (buurtschap in de gemeente Gulpen-Wittem)
- Craubeek (gehucht in de gemeente Voerendaal)
- Crixhoek (buurtschap in de gemeente Weert)

## D
- Dal (buurtschap in de gemeente Gulpen-Wittem)
- Dam (buurtschap in de gemeente Gennep)
- Daniken (buurtschap in de gemeente Beekdaelen)
- Daniken (buurtschap in de gemeente Sittard-Geleen)
- Dekeshorst (buurtschap in de gemeente Peel en Maas)
- Diekendaal (buurtschap in de gemeente Gennep)
- Diependal (buurtschap in de gemeente Gulpen-Wittem)
- Dieteren (dorp in de gemeente Echt-Susteren)
- Dijk (buurtschap in de gemeente Peel en Maas)
- Dijk (buurtschap in de gemeente Gulpen-Wittem)
- Dijkerstraat (buurtschap in de gemeente Weert)
- Doenrade (dorp in de gemeente Beekdaelen)
- Dolberg (buurtschap in de gemeente Voerendaal)
- Donk (buurtschap in de gemeente Peel en Maas)
- Donk (buurtschap in de gemeente Peel en Maas)
- Dries (buurtschap in de gemeente Leudal)
- Driessen (buurtschap in de gemeente Peel en Maas)
- Dubbroek (buurtschap in de gemeente Peel en Maas)

## E
- Echt (stad in de gemeente Echt-Susteren)
- Echterbosch (buurtschap in de gemeente Echt-Susteren)
- Eckelrade (dorp in de gemeente Eijsden-Margraten)
- Egchel (dorp in de gemeente Peel en Maas)
- Egchelheide (buurtschap in de gemeente Peel en Maas)
- Egypte (buurtschap in de gemeente Venlo)
- Eijsden (dorp in de gemeente Eijsden-Margraten)
- Eikelenbosch (Melderslo) (buurtschap in de gemeente Horst aan de Maas)
- Eiland (buurtschap in de gemeente Leudal)
- Eind (buurtschap in de gemeente Leudal)
- Eind (buurtschap in de gemeente Roermond)
- Einighausen (dorp in de gemeente Sittard-Geleen)
- Elkenrade (gehucht in de gemeente Gulpen-Wittem)
- Ell (dorp in de gemeente Leudal)
- Ellerhei (buurtschap in de gemeente Leudal)
- Elshout (buurtschap in de gemeente Horst aan de Maas)
- Elsloo (dorp in de gemeente Stein)
- Elsteren (buurtschap in de gemeente Bergen)
- Elzet (buurtschap in de gemeente Gulpen-Wittem)
- Emmaberg (gehucht in de gemeente Valkenburg aan de Geul)
- Endepoel (buurtschap in de gemeente Venray)
- Engwegen (buurtschap in de gemeente Valkenburg aan de Geul)
- Epen (dorp in de gemeente Gulpen-Wittem)
- Eperheide (gehucht in de gemeente Gulpen-Wittem)
- Etenaken (gehucht in de gemeente Gulpen-Wittem)
- Etsberg (gehucht in de gemeente Roerdalen)
- Etzenrade (buurtschap in de gemeente Beekdaelen)
- De Euren (buurtschap in de gemeente Heerlen)
- Euverem (gehucht in de gemeente Gulpen-Wittem)
- Everlo (buurtschap in de gemeente Peel en Maas)
- Evertsoord (dorp in de gemeente Horst aan de Maas)
- Eygelshoven (dorp in de gemeente Kerkrade)
- Eys (dorp in de gemeente Gulpen-Wittem)
- Eyserheide (gehucht in de gemeente Gulpen-Wittem)

## F
- Fromberg (gehucht in de gemeente Voerendaal)

## G
- In de Gaas (buurtschap in de gemeente Simpelveld)
- Gasthuis (buurtschap in de gemeente Eijsden-Margraten)
- Gebroek (gehucht in de gemeente Echt-Susteren)
- Geijsteren (dorp in de gemeente Venray)
- Geleen (stad in de gemeente Sittard-Geleen)
- Geloo (buurtschap in de gemeente Venlo)
- Gendijk (buurtschap in de gemeente Leudal)
- Geneijgen (buurtschap in de gemeente Leudal)
- Genenberg (buurtschap in de gemeente Horst aan de Maas)
- Genhout (dorp in de gemeente Beek)
- Gening (buurtschap in de gemeente Bergen)
- Gennep (stad in de gemeente Gennep)
- Genzon (buurtschap in de gemeente Meerssen)
- Gerhegge (buurtschap in de gemeente Leudal)
- Geulhem (buurtschap in de gemeente Valkenburg aan de Geul)
- Geulle (dorp in de gemeente Meerssen)
- Geulle aan de Maas (dorp in de gemeente Meerssen)
- Geverik (dorp in de gemeente Beek)
- Gracht Burggraaf (buurtschap in de gemeente Gulpen-Wittem)
- Graetheide (gehucht in de gemeente Sittard-Geleen)
- Grashoek (dorp in de gemeente Peel en Maas)
- Grathem (dorp in de gemeente Leudal)
- Grevenbicht (dorp in de gemeente Sittard-Geleen)
- Griendtsveen (dorp in de gemeente Horst aan de Maas)
- Grijzegrubben (buurtschap in de gemeente Beekdaelen)
- Groeze (Peel en Maas) (buurtschap in de gemeente Peel en Maas)
- Gronsveld (dorp in de gemeente Eijsden-Margraten)
- Groot Haasdal (buurtschap in de gemeente Beekdaelen)
- Groot Welsden (buurtschap in de gemeente Eijsden-Margraten)
- Groote Horst (buurtschap in de gemeente Bergen)
- Grote en Kleine Heide (buurtschap in de gemeente Venlo)
- Grubbenvorst (dorp in de gemeente Horst aan de Maas)
- Gulpen (dorp in de gemeente Gulpen-Wittem)
- Gun (buurtschap in de gemeente Horst aan de Maas)
- Guttecoven (dorp in de gemeente Sittard-Geleen)

## H
- Haag (buurtschap in de gemeente Venray)
- Haelen (dorp in de gemeente Leudal)
- Haelense Broek (buurtschap in de gemeente Leudal)
- Haler (dorp in de gemeente Leudal)
- Ham (buurtschap in de gemeente Kerkrade)
- Hanik (buurtschap in de gemeente Venlo)
- Hanssum (buurtschap in de gemeente Leudal)
- Harles (buurtschap in de gemeente Vaals)
- Harrecoven (buurtschap in de gemeente Sittard-Geleen)
- Hasselderheide (gehucht in de gemeente Venlo)
- Hasselt (buurtschap in de gemeente Venlo)
- Hatenboer (buurtschap in de gemeente Roermond)
- Hazenhorst (buurtschap in de gemeente Horst aan de Maas)
- Heek (buurtschap in de gemeente Valkenburg aan de Geul)
- Heel (dorp in de gemeente Maasgouw)
- Heer (dorp in de gemeente Maastricht)
- Heerlen (hoofdplaats in de gemeente Heerlen)
- Heerlerbaan (dorp in de gemeente Heerlen)
- Heerlerheide (dorp in de gemeente Heerlen)
- Heersel (buurtschap in de gemeente Nederweert)
- Heerstraat (buurtschap in de gemeente Valkenburg aan de Geul)
- 't Heeske (buurtschap in de gemeente Peel en Maas)
- Hegelsom (dorp in de gemeente Horst aan de Maas)
- Hegge (buurtschap in de gemeente Beekdaelen)
- Hei (buurtschap in de gemeente Peel en Maas)
- Hei (buurtschap in de gemeente Peel en Maas)
- Hei (buurtschap in de gemeente Weert)
- Heiakker (buurtschap in de gemeente Leudal)
- Heibloem (dorp in de gemeente Leudal)
- Heide (buurtschap in de gemeente Leudal)
- Heide (buurtschap in de gemeente Peel en Maas)
- Heide (buurtschap in de gemeente Leudal)
- Heide (buurtschap in de gemeente Echt-Susteren)
- Heide (dorp in de gemeente Venray)
- De Heide (buurtschap in de gemeente Horst aan de Maas)
- De Heide (buurtschap in de gemeente Venlo)
- Heihoven (buurtschap in de gemeente Heerlen)
- Heijen (dorp in de gemeente Gennep)
- Heijenrath (gehucht in de gemeente Gulpen-Wittem)
- Heikant (buurtschap in de gemeente Mook en Middelaar)
- Heioord (buurtschap in de gemeente Leudal)
- Heisterbrug (buurtschap in de gemeente Beekdaelen)
- Hei-Oostenrijk (buurtschap in de gemeente Horst aan de Maas)
- Hekkens (buurtschap in de gemeente Gennep)
- Helden (dorp in de gemeente Peel en Maas)
- Heldensedijk (buurtschap in de gemeente Peel en Maas)
- Helle (buurtschap in de gemeente Gulpen-Wittem)
- Helle (buurtschap in de gemeente Beekdaelen)
- Hellebeuk (buurtschap in de gemeente Voerendaal)
- Hellebroek (buurtschap in de gemeente Beekdaelen)
- Helling (buurtschap in de gemeente Venray)
- Hengeland (buurtschap in de gemeente Bergen)
- Op den Hering (buurtschap in de gemeente Beekdaelen)
- Herkenbosch (dorp in de gemeente Roerdalen)
- Herkenrade (gehucht in de gemeente Eijsden-Margraten)
- Hert (buurtschap in de gemeente Peel en Maas
- Herten (dorp in de gemeente Roermond)
- Heugde (buurtschap in de gemeente Leudal)
- Heukelom (gehucht in de gemeente Bergen)
- Heythuysen (dorp in de gemeente Leudal)
- Hilleshagen (gehucht in de gemeente Gulpen-Wittem)
- Hingen (gehucht in de gemeente Echt-Susteren)
- Hobbelrade (buurtschap in de gemeente Beek)
- Hoensbroek (dorp in de gemeente Heerlen)
- Hoek (buurtschap in de gemeente Leudal)
- Hoeven (buurtschap in de gemeente Nederweert)
- In de Hoeven (buurtschap in de gemeente Peel en Maas)
- Hof (buurtschap in de gemeente Peel en Maas)
- Höfke (buurtschap in de gemeente Gulpen-Wittem)
- Hollander (buurtschap in de gemeente Leudal)
- Holset (dorp in de gemeente Vaals)
- Holst (buurtschap in de gemeente Roerdalen)
- Holtum (dorp in de gemeente Sittard-Geleen)
- Homberg (buurtschap in de gemeente Horst aan de Maas)
- Hommert (buurtschap in de gemeente Beekdaelen)
- Hondsrug (buurtschap in de gemeente Heerlen)
- Honthem (gehucht in de gemeente Eijsden-Margraten)
- Hoog-Caestert (buurtschap in de gemeente Eijsden-Margraten)
- Hoogcruts (buurtschap in de gemeente Eijsden-Margraten)
- Hoogriebroek (buurtschap in de gemeente Venray)
- Hoogschans (buurtschap in de gemeente Leudal)
- Hoogstraat (buurtschap in de gemeente Leudal)
- Hopel (buurtschap in de gemeente Landgraaf)
- De Horck (buurtschap in de gemeente Leudal)
- Horick (buurtschap in de gemeente Nederweert)
- Horickheide (buurtschap in de gemeente Nederweert)
- Horn (dorp in de gemeente Leudal)
- Horst (dorp in de gemeente Horst aan de Maas)
- Hout (buurtschap in de gemeente Peel en Maas)
- Hout-Blerick (dorp in de gemeente Venlo)
- Houtbroek (buurtschap in de gemeente Weert)
- Houthei (buurtschap in de gemeente Peel en Maas)
- Houthem (dorp in de gemeente Valkenburg aan de Geul)
- Houthuizen (buurtschap in de gemeente Horst aan de Maas)
- Houwenberg (buurtschap in de gemeente Peel en Maas)
- Hub (buurtschap in de gemeente Peel en Maas)
- Huls (gehucht in de gemeente Simpelveld)
- Hulsberg (dorp in de gemeente Beekdaelen)
- Hulsen (buurtschap in de gemeente Meerssen)
- Hulsen (buurtschap in de gemeente Nederweert)
- Humcoven (buurtschap in de gemeente Meerssen)
- Hunnecum (buurtschap in de gemeente Beekdaelen)
- Hunsel (dorp in de gemeente Leudal)
- Hurpesch (buurtschap in de gemeente Gulpen-Wittem)
- Hussenberg (buurtschap in de gemeente Meerssen)
- De Hut (buurtschap in de gemeente Gulpen-Wittem)

## I
- IJzeren (gehucht in de gemeente Valkenburg aan de Geul)
- Illikhoven (gehucht in de gemeente Echt-Susteren)
- Imstenrade (buurtschap in de gemeente Heerlen)
- Ingber (gehucht in de gemeente Gulpen-Wittem)
- Itteren (dorp in de gemeente Maastricht)
- Ittervoort (dorp in de gemeente Leudal)

## J
- Jabeek (dorp in de gemeente Beekdaelen)
- Jammerdaal (buurtschap in de gemeente Venlo)

## K
- Kaffeberg (buurtschap in de gemeente Kerkrade)
- Kamp (buurtschap in de gemeente Bergen)
- Kamp (buurtschap in de gemeente Beekdaelen)
- Kampershoek (buurtschap in de gemeente Nederweert)
- Kapolder (buurtschap in de gemeente Gulpen-Wittem)
- Kappert (buurtschap in de gemeente Leudal)
- Karreveld (buurtschap in de gemeente Leudal)
- Kasen (buurtschap in de gemeente Meerssen)
- Katerbosch (buurtschap in de gemeente Mook en Middelaar)
- Kathagen (buurtschap in de gemeente Beekdaelen)
- Katsberg (buurtschap in de gemeente Peel en Maas)
- Kaumeshoek (buurtschap in de gemeente Peel en Maas)
- Kelmond (buurtschap in de gemeente Beek)
- Kelpen-Oler (dorp in de gemeente Leudal)
- Kerkrade (plaats in de gemeente Kerkrade)
- Kessel (dorp in de gemeente Peel en Maas)
- Kessel-Eik (dorp in de gemeente Peel en Maas)
- Keup (buurtschap in de gemeente Peel en Maas)
- Keutenberg (buurtschap in de gemeente Valkenburg aan de Geul)
- Keuter (buurtschap in de gemeente Horst aan de Maas)
- De Kievit (buurtschap in de gemeente Peel en Maas)
- Kinkhoven (buurtschap in de gemeente Leudal)
- Kleeberg (buurtschap in de gemeente Gulpen-Wittem)
- Klein-Doenrade (buurtschap in de gemeente Beekdaelen)
- Klein Haasdal (buurtschap in de gemeente Beekdaelen)
- Klein-Kullen (buurtschap in de gemeente Gulpen-Wittem)
- Klein-Kuttingen (buurtschap in de gemeente Gulpen-Wittem)
- Klein-Oirlo (buurtschap in de gemeente Venray)
- Klein Welsden (buurtschap in de gemeente Eijsden-Margraten)
- Kleindorp (buurtschap in de gemeente Venray)
- Kleingenhout (buurtschap in de gemeente Beekdaelen)
- Kleine Horst (buurtschap in de gemeente Bergen)
- Kleine Meers (gehucht in de gemeente Stein)
- Klimmen (dorp in de gemeente Voerendaal)
- Kling (buurtschap in de gemeente Beekdaelen)
- De Kling (buurtschap in de gemeente Brunssum)
- Knikkerdorp (buurtschap in de gemeente Bergen)
- Koekoek (buurtschap in de gemeente Bergen)
- Koelbroek (buurtschap in de gemeente Venlo)
- Kokkelert (buurtschap in de gemeente Echt-Susteren)
- Koningsbeemd (buurtschap in de gemeente Heerlen)
- Koningsbosch (dorp in de gemeente Echt-Susteren)
- Koningslust (dorp in de gemeente Peel en Maas)
- Korte Heide (buurtschap in de gemeente Peel en Maas)
- Kosberg (buurtschap in de gemeente Gulpen-Wittem)
- Koulen (buurtschap in de gemeente Voerendaal)
- Kraan (buurtschap in de gemeente Nederweert)
- Kreijel (buurtschap in de gemeente Nederweert)
- Kronenberg (dorp in de gemeente Horst aan de Maas)
- De Krosselt (buurtschap in de gemeente Venlo)
- Kruis (buurtschap in de gemeente Beekdaelen)
- Aan 't Kruis (buurtschap in de gemeente Nederweert)
- Kruishoeve (buurtschap in de gemeente Voerendaal)
- Kunderberg (buurtschap in de gemeente Voerendaal)
- Kunrade (dorp in de gemeente Voerendaal)
- Kuttingen (buurtschap in de gemeente Gulpen-Wittem)

## L
- Laag-Caestert (buurtschap in de gemeente Eijsden-Margraten)
- Laagheide (buurtschap in de gemeente Peel en Maas)
- Laagriebroek (buurtschap in de gemeente Venray)
- Laak (buurtschap in de gemeente Leudal)
- Laar (buurtschap in de gemeente Peel en Maas)
- Laar (buurtschap in de gemeente Beekdaelen)
- Laar (dorp in de gemeente Weert)
- Lage Kuilen (buurtschap in de gemeente Nederweert)
- Lakei (buurtschap in de gemeente Bergen)
- Landgraaf (plaats in de gemeente Landgraaf)
- Landsrade (buurtschap in de gemeente Gulpen-Wittem)
- Lang Hout (buurtschap in de gemeente Peel en Maas)
- Lange Heide (buurtschap in de gemeente Peel en Maas)
- Langstraat (buurtschap in de gemeente Peel en Maas)
- Leemhorst (buurtschap in de gemeente Venlo)
- Leeuw (buurtschap in de gemeente Beekdaelen)
- Leeuwen (dorp in de gemeente Roermond)
- Leeuwerik (buurtschap in de gemeente Peel en Maas)
- Legert (buurtschap in de gemeente Horst aan de Maas)
- Lemiers (dorp in de gemeente Vaals)
- Lerop (gehucht in de gemeente Roerdalen)
- 't Leuken (buurtschap in de gemeente Bergen)
- Leunen (dorp in de gemeente Venray)
- Leveroy (dorp in de gemeente Nederweert)
- Libeek (buurtschap in de gemeente Eijsden-Margraten)
- Limbricht (dorp in de gemeente Sittard-Geleen)
- Lingsfort (buurtschap in de gemeente Venlo)
- Linne (dorp in de gemeente Maasgouw)
- Locht (buurtschap in de gemeente Kerkrade)
- Loo (buurtschap in de gemeente Peel en Maas)
- Lomm (dorp in de gemeente Venlo)
- Loobeek (buurtschap in de gemeente Venray)
- De Looi (buurtschap in de gemeente Gennep)
- Lottum (dorp in de gemeente Horst aan de Maas)
- Lovendaal (buurtschap in de gemeente Horst aan de Maas)
- Lubosch (buurtschap in de gemeente Voerendaal)

## M
- Maalbroek (buurtschap in de gemeente Roermond)
- Maasband (gehucht in de gemeente Stein)
- Maasbracht (dorp in de gemeente Maasgouw)
- Maasbree (dorp in de gemeente Peel en Maas)
- Maasniel (dorp in de gemeente Roermond)
- Maastricht Airport (gehucht in de gemeente Beek)
- Maastricht (stad in de gemeente Maastricht)
- Mamelis (buurtschap in de gemeente Vaals)
- Margraten (dorp in de gemeente Eijsden-Margraten)
- Mariadorp (dorp in de gemeente Eijsden-Margraten)
- Maria-Hoop (dorp in de gemeente Echt-Susteren)
- Mariënwaard (buurtschap in de gemeente Maastricht)
- Maris (buurtschap in de gemeente Peel en Maas)
- Maxet (buurtschap in de gemeente Leudal)
- Mechelen (dorp in de gemeente Gulpen-Wittem)
- Meerlo (dorp in de gemeente Horst aan de Maas)
- Meers (dorp in de gemeente Stein)
- Meerssen (dorp in de gemeente Meerssen)
- Meerssenhoven (buurtschap in de gemeente Maastricht)
- Megelsum (buurtschap in de gemeente Horst aan de Maas)
- Meijel (dorp in de gemeente Peel en Maas)
- Melderslo (dorp in de gemeente Horst aan de Maas)
- Melick (dorp in de gemeente Roerdalen)
- Melleschet (buurtschap in de gemeente Vaals)
- Merkelbeek (dorp in de gemeente Beekdaelen)
- Merselo (dorp in de gemeente Venray)
- Merum (gehucht in de gemeente Roermond)
- Mesch (dorp in de gemeente Eijsden-Margraten)
- Meterik (dorp in de gemeente Horst aan de Maas)
- Mheer (dorp in de gemeente Eijsden-Margraten)
- Middelaar (dorp in de gemeente Mook en Middelaar)
- Mildert (buurtschap in de gemeente Nederweert)
- Milsbeek (buurtschap in de gemeente Gennep)
- Mingersborg (gehucht in de gemeente Voerendaal)
- Moerslag (gehucht in de gemeente Eijsden-Margraten)
- Moesdijk (buurtschap in de gemeente Weert)
- Molenbaan (buurtschap in de gemeente Peel en Maas)
- Molenhoek (dorp in de gemeente Mook en Middelaar)
- Molenhoek (buurtschap in de gemeente Venray)
- Molenhuizen (buurtschap in de gemeente Peel en Maas)
- Molsberg (gehucht in de gemeente Simpelveld)
- Montfort (stad in de gemeente Roerdalen)
- Mook (dorp in de gemeente Mook en Middelaar)
- Moorveld (dorp in de gemeente Meerssen)
- Moost (buurtschap in de gemeente Nederweert)
- Mortel (buurtschap in de gemeente Leudal)
- Most (buurtschap in de gemeente Horst aan de Maas)
- Munstergeleen (dorp in de gemeente Sittard-Geleen)
- Musschenbroek (buurtschap in de gemeente Heerlen)

## N
- Nagelbeek (buurtschap in de gemeente Beekdaelen)
- Nattenhoven (gehucht in de gemeente Stein)
- Nederweert (dorp in de gemeente Nederweert)
- Nederweert-Eind (dorp in de gemeente Nederweert)
- Nederweerterdijk (buurtschap in de gemeente Peel en Maas)
- Neer (dorp in de gemeente Leudal)
- Neerbeek (dorp in de gemeente Beek)
- Neeritter (dorp in de gemeente Leudal)
- Nierhoven (buurtschap in de gemeente Beekdaelen)
- Nieuw Bergen (dorp in de gemeente Bergen)
- De Nieuwe Hoeven (buurtschap in de gemeente Nederweert)
- Nieuwenhagen (dorp in de gemeente Landgraaf)
- Nieuwstadt (stad in de gemeente Echt-Susteren)
- Nijken (buurtschap in de gemeente Leudal)
- Nijswiller (dorp in de gemeente Gulpen-Wittem)
- Noorbeek (dorp in de gemeente Eijsden-Margraten)
- Nunhem (dorp in de gemeente Leudal)
- Nuth (dorp in de gemeente Beekdaelen)

## O
- Obbicht (dorp in de gemeente Sittard-Geleen)
- Oensel (buurtschap in de gemeente Beekdaelen)
- Oevereind (buurtschap in de gemeente Echt-Susteren)
- Offenbeek (buurtschap in de gemeente Beesel)
- Ohé en Laak (dorp in de gemeente Maasgouw)
- Oirlo (dorp in de gemeente Venray)
- Oirsbeek (dorp in de gemeente Beekdaelen)
- Onder en Eindt (buurtschap in de gemeente Peel en Maas)
- Onderste Caumer (buurtschap in de gemeente Heerlen)
- Ooijen (buurtschap in de gemeente Horst aan de Maas)
- Ool (gehucht in de gemeente Roermond)
- Oost-Maarland (dorp in de gemeente Eijsden-Margraten)
- Oostbroek (buurtschap in de gemeente Meerssen)
- Oostrum (dorp in de gemeente Venray)
- Ophoven (gehucht in de gemeente Echt-Susteren)
- Ophoven (buurtschap in de gemeente Leudal)
- Opscheumer (buurtschap in de gemeente Voerendaal)
- Osen (buurtschap in de gemeente Maasgouw)
- Ospel (dorp in de gemeente Nederweert)
- Ospeldijk (gehucht in de gemeente Nederweert)
- Osterbos (buurtschap in de gemeente Horst aan de Maas)
- Ottersum (dorp in de gemeente Gennep)
- Oud-Roosteren (gehucht in de gemeente Echt-Susteren)
- Oud-Valkenburg (dorp in de gemeente Valkenburg aan de Geul)
- Oude Kerk (buurtschap in de gemeente Beek)
- Overbroek (buurtschap in de gemeente Venray)
- Overhaelen (buurtschap in de gemeente Leudal)
- Overheek (buurtschap in de gemeente Voerendaal)
- Overgeul (buurtschap in de gemeente Gulpen-Wittem)
- Oyen (buurtschap in de gemeente Peel en Maas)

## P
- Paarlo (gehucht in de gemeente Roerdalen)
- Palemig (buurtschap in de gemeente Heerlen)
- Panheel (gehucht in de gemeente Maasgouw)
- Panningen (dorp in de gemeente Peel en Maas)
- Papenhoven (dorp in de gemeente Sittard-Geleen)
- Partij-Wittem (dorp in de gemeente Gulpen-Wittem)
- Pepinusbrug (buurtschap in de gemeente Echt-Susteren)
- Pesaken (buurtschap in de gemeente Gulpen-Wittem)
- Pey (dorp in de gemeente Echt-Susteren)
- De Piepert (buurtschap in de gemeente Gulpen-Wittem)
- Plaat (buurtschap in de gemeente Gulpen-Wittem)
- Plasmolen (dorp in de gemeente Mook en Middelaar)
- Platveld (buurtschap in de gemeente Peel en Maas)
- Pol (buurtschap in de gemeente Maasgouw)
- Posterholt (dorp in de gemeente Roerdalen)
- Pottenberg (buurtschap in de gemeente Maastricht)
- Prickart (buurtschap in de gemeente Simpelveld)
- Putbroek (buurtschap in de gemeente Echt-Susteren)
- Puth (dorp in de gemeente Beekdaelen)

## R
- Raaieind (buurtschap in de gemeente Horst aan de Maas)
- Raar (gehucht in de gemeente Meerssen)
- Ransdaal (dorp in de gemeente Voerendaal)
- Raren (buurtschap in de gemeente Vaals)
- Reijmerstok (dorp in de gemeente Gulpen-Wittem)
- Retersbeek (buurtschap in de gemeente Voerendaal)
- Reuken (buurtschap in de gemeente Beekdaelen)
- Reutje (gehucht in de gemeente Roerdalen)
- Reuver (dorp in de gemeente Beesel)
- Riethorst (buurtschap in de gemeente Mook en Middelaar)
- Rijckholt (dorp in de gemeente Eijsden-Margraten)
- Rijkel (buurtschap in de gemeente Beesel)
- Aan de Rijksweg (buurtschap in de gemeente Roermond)
- Rimburg (gehucht in de gemeente Landgraaf)
- Rimpelt (buurtschap in de gemeente Bergen)
- Rinkesfort (buurtschap in de gemeente Peel en Maas)
- Roermond (stad in de gemeente Roermond)
- Roeven (buurtschap in de gemeente Nederweert)
- Roggel (dorp in de gemeente Leudal)
- Roggelsedijk (buurtschap in de gemeente Peel en Maas)
- Roligt (buurtschap in de gemeente Leudal)
- Roosteren (dorp in de gemeente Echt-Susteren)
- 't Rooth (buurtschap in de gemeente Eijsden-Margraten)
- 't Rooth (buurtschap in de gemeente Peel en Maas)
- Rosengarten (buurtschap in de gemeente Sittard-Geleen)
- Roskam (buurtschap in de gemeente Roerdalen)
- Rosveld (buurtschap in de gemeente Nederweert)
- Rothem (dorp in de gemeente Meerssen)
- Rothenbach (buurtschap in de gemeente Roerdalen)
- Rott (buurtschap in de gemeente Vaals)
- Rozendaal (buurtschap in de gemeente Peel en Maas)

## S
- Santfort (buurtschap in de gemeente Leudal)
- Schaapsbrug (buurtschap in de gemeente Leudal)
- Schadijk (buurtschap in de gemeente Horst aan de Maas)
- Schaesberg (dorp in de gemeente Landgraaf)
- Schafelt (buurtschap in de gemeente Peel en Maas)
- Schandelo (buurtschap in de gemeente Venlo)
- Schans (buurtschap in de gemeente Leudal)
- Schans (buurtschap in de gemeente Leudal)
- Scheide (buurtschap in de gemeente Venray)
- Scheulder (dorp in de gemeente Eijsden-Margraten)
- Schey (buurtschap in de gemeente Eijsden-Margraten)
- Schietecoven (gehucht in de gemeente Meerssen)
- Schilberg (gehucht in de gemeente Echt-Susteren)
- Schilberg (buurtschap in de gemeente Eijsden-Margraten)
- Schillersheide (buurtschap in de gemeente Leudal)
- Schimmert (dorp in de gemeente Beekdaelen)
- Schin op Geul (dorp in de gemeente Valkenburg aan de Geul)
- Schinnen (dorp in de gemeente Beekdaelen)
- Schinveld (dorp in de gemeente Beekdaelen)
- Schipperskerk (gehucht in de gemeente Sittard-Geleen)
- Schoonbron (gehucht in de gemeente Valkenburg aan de Geul)
- Schoor (buurtschap in de gemeente Nederweert)
- Schoor (buurtschap in de gemeente Venray)
- Schoorveld (buurtschap in de gemeente Peel en Maas)
- Schurenberg (buurtschap in de gemeente Heerlen)
- Schweiberg (gehucht in de gemeente Gulpen-Wittem)
- Sevenum (dorp in de gemeente Horst aan de Maas)
- Sibbe (dorp in de gemeente Valkenburg aan de Geul)
- Siberië (buurtschap in de gemeente Peel en Maas)
- Siebengewald (dorp in de gemeente Bergen)
- Simonshoek (buurtschap in de gemeente Peel en Maas)
- Simpelveld (dorp in de gemeente Simpelveld)
- Sinselbeek (buurtschap in de gemeente Gulpen-Wittem)
- Sint Antoniusbank (gehucht in de gemeente Eijsden-Margraten)
- Sint Geertruid (dorp in de gemeente Eijsden-Margraten)
- Sint Joost (dorp in de gemeente Echt-Susteren)
- Sint Odiliënberg (dorp in de gemeente Roerdalen)
- Sittard (stad in de gemeente Sittard-Geleen)
- Slek (dorp in de gemeente Echt-Susteren)
- Slenaken (dorp in de gemeente Gulpen-Wittem)
- Smakt (dorp in de gemeente Venray)
- Smal (buurtschap in de gemeente Bergen)
- Smele (buurtschap in de gemeente Gennep)
- Smidstraat (buurtschap in de gemeente Leudal)
- Snijdersberg (buurtschap in de gemeente Meerssen)
- Soeterbeek (buurtschap in de gemeente Peel en Maas)
- Spaanshuisken (buurtschap in de gemeente Echt-Susteren)
- Spaubeek (dorp in de gemeente Beek)
- Spiesberg (buurtschap in de gemeente Peel en Maas)
- Spik (buurtschap in de gemeente Roermond)
- Spurkt (buurtschap in de gemeente Peel en Maas)
- Steeg (buurtschap in de gemeente Horst aan de Maas)
- De Steegh (buurtschap in de gemeente Horst aan de Maas)
- Steenoven (buurtschap in de gemeente Peel en Maas)
- Stein (dorp in de gemeente Stein)
- Stevensweert (vestingstad in de gemeente Maasgouw)
- Steyl (dorp in de gemeente Venlo)
- Stokhem (gehucht in de gemeente Gulpen-Wittem)
- Stokt (buurtschap in de gemeente Horst aan de Maas)
- Stommeveld (buurtschap in de gemeente Meerssen)
- Stox (buurtschap in de gemeente Peel en Maas)
- Straat (buurtschap in de gemeente Roermond)
- Strabeek (buurtschap in de gemeente Valkenburg aan de Geul)
- Stramproy (dorp in de gemeente Weert)
- Strateris (buurtschap in de gemeente Nederweert)
- Strubben (buurtschap in de gemeente Leudal)
- Strucht (buurtschap in de gemeente Valkenburg aan de Geul)
- Susteren (stad in de gemeente Echt-Susteren)
- Swalmen (dorp in de gemeente Roermond)
- Swartbroek (dorp in de gemeente Weert)
- Sweikhuizen (dorp in de gemeente Beekdaelen)
- Swier (gehucht in de gemeente Beekdaelen)
- Swolgen (dorp in de gemeente Horst aan de Maas)

## T
- Tegelen (stadsdeel in de gemeente Venlo)
- Ten Esschen (buurtschap in de gemeente Heerlen)
- Terblijt (gehucht in de gemeente Valkenburg aan de Geul)
- Terhagen (buurtschap in de gemeente Stein)
- Terhorst (buurtschap in de gemeente Eijsden-Margraten)
- Terlinden (gehucht in de gemeente Eijsden-Margraten)
- Termaar (gehucht in de gemeente Voerendaal)
- Termaar (gehucht in de gemeente Eijsden-Margraten)
- Termoors (buurtschap in de gemeente Voerendaal)
- Terpoorten (buurtschap in de gemeente Gulpen-Wittem)
- Terschuren (buurtschap in de gemeente Heerlen)
- Terstraten (buurtschap in de gemeente Beekdaelen)
- Terveurt (buurtschap in de gemeente Voerendaal)
- Tervoorst (buurtschap in de gemeente Beekdaelen)
- Terziet (buurtschap in de gemeente Gulpen-Wittem)
- Thorn (stad in de gemeente Maasgouw)
- Thull (buurtschap in de gemeente Beekdaelen)
- Thuserhof (buurtschap in de gemeente Roermond)
- Tienray (dorp in de gemeente Horst aan de Maas)
- Tongerlo (buurtschap in de gemeente Peel en Maas)
- Tongerlo (buurtschap in de gemeente Horst aan de Maas)
- Treebeek (dorp in de gemeente Brunssum)
- Trintelen (gehucht in de gemeente Gulpen-Wittem)
- Tuindorp (buurtschap in de gemeente Bergen)
- Tungelroy (dorp in de gemeente Weert)
- Tusschen de Bruggen (buurtschap in de gemeente Roerdalen)

## U
- Ubach over Worms (dorp in de gemeente Landgraaf)
- Ubachsberg (dorp in de gemeente Voerendaal)
- Uffelse (buurtschap in de gemeente Leudal)
- Ulestraten (dorp in de gemeente Meerssen)
- Ulfterhoek (buurtschap in de gemeente Horst aan de Maas)
- Ulvend (buurtschap in de gemeente Eijsden-Margraten)
- Urmond (dorp in de gemeente Stein)

## V
- Vaals (dorp in de gemeente Vaals)
- Vaesrade (dorp in de gemeente Beekdaelen)
- Valkenburg (stad in de gemeente Valkenburg aan de Geul)
- Veers (buurtschap in de gemeente Peel en Maas)
- Veld (buurtschap in de gemeente Venlo)
- Velden (dorp in de gemeente Venlo)
- Veld-Oostenrijk (buurtschap in de gemeente Horst aan de Maas)
- Veldschuur (buurtschap in de gemeente Stein)
- Ven-Zelderheide (dorp in de gemeente Gennep)
- Venkoelen (buurtschap in de gemeente Venlo)
- Venlo (stad in de gemeente Venlo)
- Venne (buurtschap in de gemeente Leudal)
- Venray (dorp in de gemeente Venray)
- Vergelt (buurtschap in de gemeente Peel en Maas)
- Vestjenshoek (buurtschap in de gemeente Leudal)
- Veulen (dorp in de gemeente Venray)
- Viel (buurtschap in de gemeente Beekdaelen)
- Vieruitersten (buurtschap in de gemeente Peel en Maas)
- Vijlen (dorp in de gemeente Vaals)
- Vilgert (buurtschap in de gemeente Venlo)
- Vilt (dorp in de gemeente Valkenburg aan de Geul)
- Vink (buurtschap in de gemeente Beekdaelen)
- Vinkepas (buurtschap in de gemeente Horst aan de Maas)
- Visserweert (gehucht in de gemeente Echt-Susteren)
- Vlaas (buurtschap in de gemeente Leudal)
- Vlengendaal (buurtschap in de gemeente Simpelveld)
- Vliegert (buurtschap in de gemeente Peel en Maas)
- Vliek (buurtschap in de gemeente Meerssen)
- Vlodrop (dorp in de gemeente Roerdalen)
- Vlodrop-Station (buurtschap in de gemeente Roerdalen)
- Voerendaal (dorp in de gemeente Voerendaal)
- Voorst (buurtschap in de gemeente Roerdalen)
- De Voort (buurtschap in de gemeente Venlo)
- De Vorst (buurtschap in de gemeente Horst aan de Maas)
- Het Vorst (buurtschap in de gemeente Venlo)
- Vosberg (buurtschap in de gemeente Peel en Maas)
- Voulwames (buurtschap in de gemeente Meerssen)
- Vrank (buurtschap in de gemeente Heerlen)
- Vredepeel (dorp in de gemeente Venray)
- Vrij (buurtschap in de gemeente Bergen)
- Vroelen (buurtschap in de gemeente Eijsden-Margraten)

## W
- Waalbroek (buurtschap in de gemeente Simpelveld)
- Waatskamp (buurtschap in de gemeente Nederweert)
- Wahlwiller (dorp in de gemeente Gulpen-Wittem)
- Waije (buurtschap in de gemeente Leudal)
- Walem (gehucht in de gemeente Valkenburg aan de Geul)
- Wanssum (dorp in de gemeente Venray)
- Waterop (buurtschap in de gemeente Gulpen-Wittem)
- Waterval (buurtschap in de gemeente Meerssen)
- Waubach (dorp in de gemeente Landgraaf)
- Weerd (buurtschap in de gemeente Maasgouw)
- De Weerd (buurtschap in de gemeente Roermond)
- Weert (stad in de gemeente Weert)
- Weert (gehucht in de gemeente Meerssen)
- Well (dorp in de gemeente Bergen)
- Wellerlooi (dorp in de gemeente Bergen)
- Wesch (buurtschap in de gemeente Eijsden-Margraten)
- Wessem (dorp in de gemeente Maasgouw)
- Westbroek (buurtschap in de gemeente Meerssen)
- Westering (buurtschap in de gemeente Peel en Maas)
- Weustenrade (gehucht in de gemeente Voerendaal)
- Weverslo (buurtschap in de gemeente Venray)
- Wielder (Horst aan de Maas) (buurtschap in de gemeente Horst aan de Maas)
- Wieler (buurtschap in de gemeente Roermond)
- Wijlre (dorp in de gemeente Gulpen-Wittem)
- Wijlrehof (buurtschap in de gemeente Venlo)
- Wijnandsrade (dorp in de gemeente Beekdaelen)
- Windraak (gehucht in de gemeente Sittard-Geleen)
- Winthagen (gehucht in de gemeente Voerendaal)
- Wisbroek (buurtschap in de gemeente Weert)
- Wissengracht (buurtschap in de gemeente Beekdaelen)
- Witdonk (buurtschap in de gemeente Peel en Maas)
- Withuis (gehucht in de gemeente Eijsden-Margraten)
- Wittem (buurtschap in de gemeente Gulpen-Wittem)
- Wolder (buurtschap in de gemeente Maastricht)
- Wolfhaag (buurtschap in de gemeente Vaals)
- Wolfhagen (buurtschap in de gemeente Beekdaelen)
- Wolfshuis (buurtschap in de gemeente Eijsden-Margraten)
- Wyck (buurtschap in de gemeente Maastricht)

## Y
- Ysselsteyn (dorp in de gemeente Venray)

## Z
- Zandberg (buurtschap in de gemeente Peel en Maas)
- Zandberg (buurtschap in de gemeente Peel en Maas)
- Zandberg (buurtschap in de gemeente Simpelveld)
- Zandhoek (buurtschap in de gemeente Venray)
- Zeelberg (buurtschap in de gemeente Horst aan de Maas)
- Zeelberg (buurtschap in de gemeente Bergen)
- Zelder (buurtschap in de gemeente Gennep)
- Zelen (buurtschap in de gemeente Peel en Maas)
- Zevendal (buurtschap in de gemeente Mook en Middelaar)
- Zittard (buurtschap in de gemeente Roerdalen)
- De Zoom (buurtschap in de gemeente Nederweert)
- Zwaanenheike (buurtschap in de gemeente Horst aan de Maas)

Drenthe ·
Flevoland ·
Friesland ·
Gelderland ·
Groningen ·
Limburg ·
Noord-Brabant ·
Noord-Holland ·
Overijssel ·
Utrecht ·
Zeeland ·
Zuid-Holland
Steden in Nederlands-Limburg (met stadsrechten): Echt · Gennep · Kessel · Maastricht · Montfort · Nieuwstadt · Roermond · Sittard · Susteren · Thorn · Valkenburg · Venlo · Weert · Wessem

Steden in Belgisch-Limburg (met stadsrechten): Beringen · Bilzen · Borgloon · Bree · Dilsen-Stokkem · Genk · Halen · Hamont-Achel · Hasselt · Herk-de-Stad · Lommel · Maaseik · Peer · Sint-Truiden · Tongeren

Plaatsen in Nederlands-Limburg (met stedelijke kenmerken): Arcen · Born · Eijsden · Heerlen · Kerkrade · Neeritter · Stein · Stevensweert · Urmond

Nederlands-Limburg: Steden en dorpen